# Польський Градець
По́льський Граде́ць (болг. Полски Градец) — село в Старозагорській області Болгарії. Входить до складу общини Раднево.

## Населення
За даними перепису населення 2011 року у селі проживали 475 осіб.
Національний склад населення села:
| Національність   | Кількість осіб | Відсоток |
| ---------------- | -------------- | -------- |
| болгари          | 452            | 95,4%    |
| цигани           | 18             | 3,8%     |
| Всього відповіли | 474            |          |

Розподіл населення за віком у 2011 році:
Динаміка населення: